# Der Silberkönig
Der Silberkönig ist ein vierteiliger deutscher Abenteuer-Stummfilm aus dem Jahre 1921 von Erik Lund mit Bruno Kastner in der Titelrolle.

## Handlung

### Erste und zweite Episode
Der in britischen Staatsdiensten stehende Wilfried Denver muss überstürzt von einer Mission, die ihn nach Peking führte, wieder abreisen und kommt im heimatlichen London an. Dort erwartet ihn sein „bester“ Freund Goeffrey Ware, der allerdings ein ziemlich hinterhältiger Zeitgenosse ist und Übles im Schilde führt. Ware tut so, als würde zwischen ihm und seinem Kumpel Denver kein Blatt passen, doch insgeheim wünscht er Wilfried die Pest an den Hals, seit Denver ihm die hübsche Nelly, an der Ware ebenfalls großes Interesse gezeigt hatte, vor der Nase weggeschnappt und geheiratet hat. Geoffrey hat einen hinterhältigen Plan ausgeheckt, wie er das Leben Denvers zerstören will. Er führt diesen in seine Lebemannkreise ein, macht Denver vergnügungs- und spielsüchtig, sodass er allmählich seine beruflichen Pflichten zu vernachlässigen droht. Ware gelingt es, Denver gerade in demjenigen Moment volltrunken zu machen, als dieser für sein Ministerium wichtige Papiere abliefern soll. Außerdem zerstört er das Schloss desjenigen Geheimschrankes, in dem besagte Dokumente verwahrt liegen.
Prompt kommt es in Denvers Dienststelle zu einer internen Untersuchung, die schließlich zur Entlassung Wilfried Denvers führt. Nun scheint dessen Niedergang unabwendbar. Ware verhöhnt seinen einstigen Konkurrenten um die Gunst Nellys unverblümt und zeigt der Frau, wie tief ihr Gatte gesunken ist. Denver wird dann auch noch unabsichtlich in ein Verbrechen verwickelt: Während Denver im Vollrausch den als Feind enttarnten Ware bei sich daheim zur Rede stellen will, bricht die Bande des Verbrecherkönigs Skinner bei dem gerade abwesenden Geoffrey ein. Man betäubt Denver, sodass dieser nicht mitbekommt, wie Skinner den vorzeitig nach Hause heimgekehrten Ware erschießt. Eine Waffe wird an die Seite des noch immer bewusstlos nebenan liegenden Denver gelegt. Als Wilfried wieder erwacht, kann er sich an nichts mehr erinnern. Die gesamte Sachlage aber lässt ihn glauben, dass er Ware erschossen haben muss. Mit Nellys Hilfe und der seines alten Dieners flieht Wilfried mit dem Zug. Als dieser entgleist, nimmt man an, dass sich auch der entflohene Mörder des „ehrenwerten“ Geoffrey Ware unter den Toten befindet. Somit ist der Mordfall Ware für die englische Öffentlichkeit erst einmal abgeschlossen.

### Dritte und vierte Episode
Denver ist es gelungen, sich über den Großen Teich abzusetzen, musste aber seine Frau und die gemeinsamen Kinder daheim in England zurücklassen. In den Vereinigten Staaten will er unter falschem Namen – er nennt sich nunmehr John Franklin – ein neues Leben beginnen. Nach anfänglich schweren Entbehrungen, die ihn hungern und frieren lassen, gelingt es Denver alias Franklin, Stück für Stück die soziale und gesellschaftliche Erfolgsleiter aufzusteigen. Doch auch hier, in den Staaten, muss Franklin erfahren, dass Missgunst und Gier, Verrat und Hinterhältigkeit keine unbekannten Worte sind. Aus dem grundehrlichen und biederen britischen Ministerialbeamten wird ein raubeiniger Abenteuer und Glücksritter, der in Begleitung eines treuen Hundes und eines dankbaren Japaners dem Lockruf des Goldes nach Westen folgt und der sich an der Suche nach Edelmetall beteiligt.
Tatsächlich stößt er, nach so manchem Rückschlag, im Claim 36 auf eine Silberader, die ihn schlagartig reich macht. Mit gefüllten Taschen entschließt sich Franklin, den Heimweg nach England anzutreten, um seine mittlerweile schwer darbende Nelly und die Kinder wieder zu sehen und zugleich seine Unschuld am Mord Geoffrey Wares unter Beweis zu stellen. Tatsächlich kann er dabei helfen, den Schurken Skinner des Mordes zu überführen, und schließt schließlich seine Nelly und die Kinder in seine Arme. Jetzt kann der Silberkönig endlich ein Leben mit seinen Liebsten frei von Verdächtigungen und Bösartigkeiten im heimatlichen England fortsetzen.

## Produktionsnotizen
Der Silberkönig entstand im Frühjahr 1921. Die vier mit Jugendverbot belegten Teile wurden zu unterschiedlichen Zeiten (zwischen dem 30. Juli und dem 2. September 1921) der Zensur vorgelegt und besaßen mit der jeweiligen Anzahl von fünf bis sieben Akten eine Gesamtlänge von rund 8000 Metern.
Die Titel der vier einzelnen Filme lautete: Der 13. März (Erster Teil, Uraufführung am 26. August 1921. Länge: 2245 Meter), Der Mann der Tat (Zweiter Teil, Uraufführung am 2. September 1921. Länge: 2033 Meter), Claim 36 (Dritter Teil, Uraufführung am 7. September 1921. Länge: 1938 Meter) und Rochesterstreet 29 (Vierter Teil, Uraufführung am 14. September 1921. Länge: 1803 Meter).
Dieser Episodenfilm markierte den Einstand von Lothar Mendes, der am Drehbuch beteiligt gewesen war, in der Kinobranche. Noch im selben Jahr begann er selbst Regie zu führen. Hauptdarstellerin Leopoldine Konstantin beendete mit dieser Produktion ihre Stummfilmtätigkeit und widmete sich in den kommenden zwölf Jahren ausschließlich der Theaterarbeit.

## Kritiken
Wiens Kino-Journal befand: „Dieser Film ist endlich einmal wieder ein richtiger Schlager.“
Der Filmbote kommt zu folgendem Schluss: „Der Film ist sehr gut gemacht und versteht es, das Interesse festzuhalten. Die amerikanischen Episoden sind durchaus echt. Gespielt wird ausgezeichnet. Bruno Kastner sieht famos aus und ist überaus sympathisch.“